# Spirembolus erratus
Spirembolus erratus là một loài nhện trong họ Linyphiidae. Loài này được phát hiện ở de Hoa Kỳ.